# WWE Superstars
WWE Superstars е кеч телевизионно предаване на WWE, което се излъчва в интернет във САЩ и по телевизиите в другите страни. В шоуто участват най-вече таланти (средни кечисти и диви, като звездите като Джон Сина и Ренди Ортън, рядко се появяват в шоуто) от двете шоута: Raw и SmackDown.

## История на шоуто
На 19 декември 2008 е обявено че WWE и WGN America са подписали споразумение за създаване на ново седмично, едночасово шоу наречено WWE Superstars, което ще дебютира през април 2009 г. Шоуто ще включва звезди от всичките три шоута на федерацията: RAW, Smackdown и ECW. В началото на 2009 WGN е изпратило съобщение до пресата съдържащо предсерий и новото си време за дебют. Това шоу ще се излъчва само в четвъртък вечер в 8 часа и 11 часа. То има и повторения които ще се излъчват в неделя по обяд едновременно по WGN America и WGN-TV. Дебюта на предаването беше направено на 16 април 2009.

## Представяне
Музиката на WWE Superstars е Invincible by Adelitas Way. Звездите на федерацията използват същото универсално излизане на ринга, който използват и в главните шоута на федерацията RAW и Smackdown от януари 2008. Въпреки че WWE рекламира като телевизионна програма, която се излъчва през една нощ всъщност, мачовете които са предназначени за шоуто се записват рано в деня на излъчването. Тези мачове се записват по време на двете шоута в понеделник и вторник, съответно и след това се излъчват в четвъртък по време на WWE Superstars. Това също води до различни коментатори за шоуто, като коментатори от RAW коментират мачове който включват кечисти от RAW; същото важи и за коментаторите от Smackdown. Въжетата са сини за мачовете между кечисти от SmackDown, бели (преди това червени) за тези от Raw и сиви за вече несъществуващото шоу ECW.

### Коментатори
| Коментатори                  | Дата                                                                                  |
| ---------------------------- | ------------------------------------------------------------------------------------- |
| Raw                          |                                                                                       |
| Майкъл Коул и Джери Лоулър   | 16 април 2009 – 26 октомври 2010                                                      |
| Скот Станфорд и Джери Лоулър | 7 октомври 2010, 28 октомври 2010 – 11 ноември 2010 25 ноември 2010, 23 декември 2010 |
| Майкъл Коул и Джош Матюс     | 11 ноември 2010                                                                       |
| Скот Станфорд и Си Ем Пънк   | 18 ноември 2010, 2 декември 2010 – 16 декември 2010                                   |
| Скот Станфорд и Джош Матюс   | 30 декември 2010 – днес                                                               |
| Джош Матюс и Мат Страйкър    | 10 ноември 2011                                                                       |
| Скот Станфорд и Мат Страйкър | 29 март 2012 26 април 2012 – 3 май 2012                                               |
| SmackDown                    |                                                                                       |
| Тод Гришъм и Джим Рос        | 16 април 2009 – 29 октомври 2009 г.                                                   |
| Тод Гришъм и Мат Страйкър    | 5 ноември 2009 г. – 2 декември 2010                                                   |
| Джак Корпела и Мат Страйкър  | 9 декември 2010 – 26 май 2011 9 юни 2011 – 3 ноември 2011                             |
| Джак Корпела и Букър Ти      | 2 юни 2011                                                                            |
| Джош Матюс и Мат Страйкър    | 10 ноември 2011 —                                                                     |
| Майкъл Коул и Мат Страйкър   | 26 април 2012                                                                         |
| ECW                          |                                                                                       |
| Джош Матюс и Мат Страйкър    | 16 април 2009 – 22 октомври 2009 г.                                                   |
| Джош Матюс и Байрън Сакстън  | 27 октомври 2009 – 11 февруари 2010 г.                                                |